# VKR Holding
VKR Holding A/S er et dansk holdingselskab, investeringsvirksomhed og moderselskab for firmaerne i VKR Gruppen.
Denne virksomhedsgruppe står bag produkter som ovenlysvinduer og skylights under varemærkerne VELUX og Altaterra, facadevinduer, blandt andet under mærkerne Rationel vinduer og VELFAC, samt Arcon og Mondraught.
Virksomhedsgruppen fører deres historie tilbage til en grundlæggelse i 1941 i København som V. Kann Rasmussen & Co.[kilde mangler]
Aktieselskabet VKR Holding A/S blev stiftet den 7. februar 1968 som V. Kann Rasmussen Industri A/S.
Navnet blev i 1998 ændret til Velux Industri A/S og igen ændret i 2001 til VKR Holding A/S.
Virksomhedens grundlægger civilingeniør Villum Kann Rasmussen (1909-1993) arbejdede oprindeligt med glastage, men blev opfordret til at udarbejde et tagvindue med samme egenskaber som et facadevindue. Det blev til produktet VELUX som i dag er kendt verden over.
VKR Holding A/S og associerede datterselskaber beskæftiger i dag ca. 15.000 medarbejdere fordelt på 40 lande og er dermed en af Danmarks største industrivirksomheder.